# Ion Luțu
Ion Ionuț Luțu est un footballeur international roumain né le 3 août 1975 à Slatina qui jouait au milieu de terrain. Surnommé "le petit Hagi", Lutu est bien connu pour sa technique, aussi bien que sa finition spectaculaire, mais également pour son inconstance.

## Palmarès

### Sélections
- 1 sélection et 0 but avec l'équipe de Roumanie en 1999.

### Național Bucarest
- Vice-Champion de Roumanie en 1996.

### Universitatea Craiova
- Finaliste de la Coupe de Roumanie en 1998.

### Galatasaray
- Champion de Turquie en 1998.

### Steaua Bucarest
- Vainqueur de la Coupe de Roumanie en 1999.
- Finaliste de la Supercoupe de Roumanie en 1999.

### Suwon Samsung Bluewings
- Vainqueur de la Ligue des champions de l'AFC en 2002.
- Vainqueur de la Supercoupe d'Asie en 2002.
- Vainqueur de la Coupe de Corée du Sud en 2002.
- Vainqueur de la Coupe de la Ligue sud-coréenne en 2000.
- Vainqueur de la Supercoupe de Corée du Sud en 2000.

### Rapid Bucarest
- Vainqueur de la Supercoupe de Roumanie en 2003.

### Kairat Almaty
- Finaliste de la Coupe du Kazakhstan en 2005.